# Jan Pirożyński
Jan Pirożyński (ur. 7 marca 1936 w Tarnowie, zm. 8 października 2004 w Krakowie) – polski bibliolog, historyk książki, literatury i kultury; bibliotekarz, profesor Uniwersytetu Jagiellońskiego, dyrektor Biblioteki Jagiellońskiej w Krakowie (1981–1993).

## Życiorys
W latach 1953–1957 studiował historię na Uniwersytecie Jagiellońskim w Krakowie. W roku 1968 obronił pracę doktorską opublikowaną w cztery lata później, pt. Sejm warszawski 1570 roku. Przez wiele dziesięcioleci badał polonika dostępne w zbiorach niemieckich i austriackich, a w szczególności materiały związane z księgozbiorem Zofii Jagiellonki, jej pasierba Juliusza Brunszwik-Wolfenbüttel, rodu Fuggerów oraz Hugona Blotiusa. W roku 1987 uzyskał stopień doktora habilitowanego w zakresie historii nowożytnej na podstawie rozprawy Księżna brunszwicka Zofia Jagiellonka (1522-1575) i jej biblioteka. Studium z dziejów kultury, wydanej w 2004 także po niemiecku w wersji znacznie rozszerzonej.
Od 1959 roku pracował w Bibliotece Jagiellońskiej, pełniąc funkcję zastępcy dyrektora do spraw zbiorów specjalnych i wydawnictw, a w latach 1981–1993 dyrektora Biblioteki Jagiellońskiej. Po rezygnacji ze stanowiska dyrektora kontynuował działalność naukową w Katedrze Bibliotekoznawstwa i Informacji Naukowej UJ, a od 1996 kierował Pracownią Dawnej Książki w Instytucie Historii UJ, w tym samym roku otrzymał tytuł naukowy profesora.
Wyjeżdżał na staże naukowe i konferencje do wielu krajów (Moguncja, Herzog August Bibliothek w Wolfenbüttel, Lipsk, Austriacka Biblioteka Narodowa w Wiedniu i in.) nawiązując kontakty naukowe i zawodowe. Był członkiem międzynarodowych i krajowych towarzystw naukowych (Arbeitskreis Druckgeschichte w Moguncji, Schiller Gesellschaft w Marbach, Leibnitz-Sozietät w Berlinie, Polskie Towarzystwo Bibliologiczne), członkiem komitetów, rad naukowych, komisji egzaminacyjnych. Za działalność zawodową i naukową otrzymał wiele nagród i wyróżnień, między innymi Srebrny Medal Mozarta Międzynarodowej Fundacji Mozarteum w Salzburgu, Medal Kopernikański i Laur Jagielloński Rektora UJ.
Dorobek Jana Pirożyńskiego obejmuje ponad 250 prac w języku polskim i niemieckim, w tym 7 monografii, ponad 100 artykułów i rozpraw, biogramów, haseł encyklopedycznych, przekładów i publikacji popularnonaukowych. Był jednym z najwybitniejszych znawców zbiorów specjalnych, zwłaszcza rękopisów i starych druków. Jego prace oparte na badaniach źródłowych obejmują historię kultury epoki wczesnonowożytnej, historie książki i księgozbiorów, przenikanie się kultury polskiej i niemieckiej na przestrzeni dziejów, roli typografii w rozwoju cywilizacji (Z dziejów obiegu informacji w Europie XVI wieku. Kraków 1995; Johannes Gutenberg i początki ery druku. Warszawa 2002).
Pochowany na cmentarzu Bronowickim w Krakowie.